# Isa (namn)
Isa är ett könsneutralt förnamn, då det antingen kan vara den arabiska formen av Jesus, som betyder "Herren räddar", eller en diminutivform av Isabella. 2017 fanns det totalt 677 män och 2493 kvinnor i Sverige med namnet Isa, varav 504 män och 1728 kvinnor med det som tilltalsnamn. Namnet är vanligast i Stockholm, där 193 män och 451 kvinnor har namnet.
I den finlandssvenska namnsdagslängden har Isa namnsdag 11 februari sedan starten 1929, då en egen namnsdagskalender togs i bruk för finlandssvenskar.

## Personer med namnet Isa
- Isa Genzken, tysk skulptör
- Isa Halvarsson, svensk politiker
- Isa bin Salman al-Khalifa, Bahrains emir från 1960 till 1999
- Isa Quensel, svensk skådespelerska
- Isa Tengblad, svensk sångerska
- Isa Östling, svensk tiktokare